# Siedlerbewegung Wien

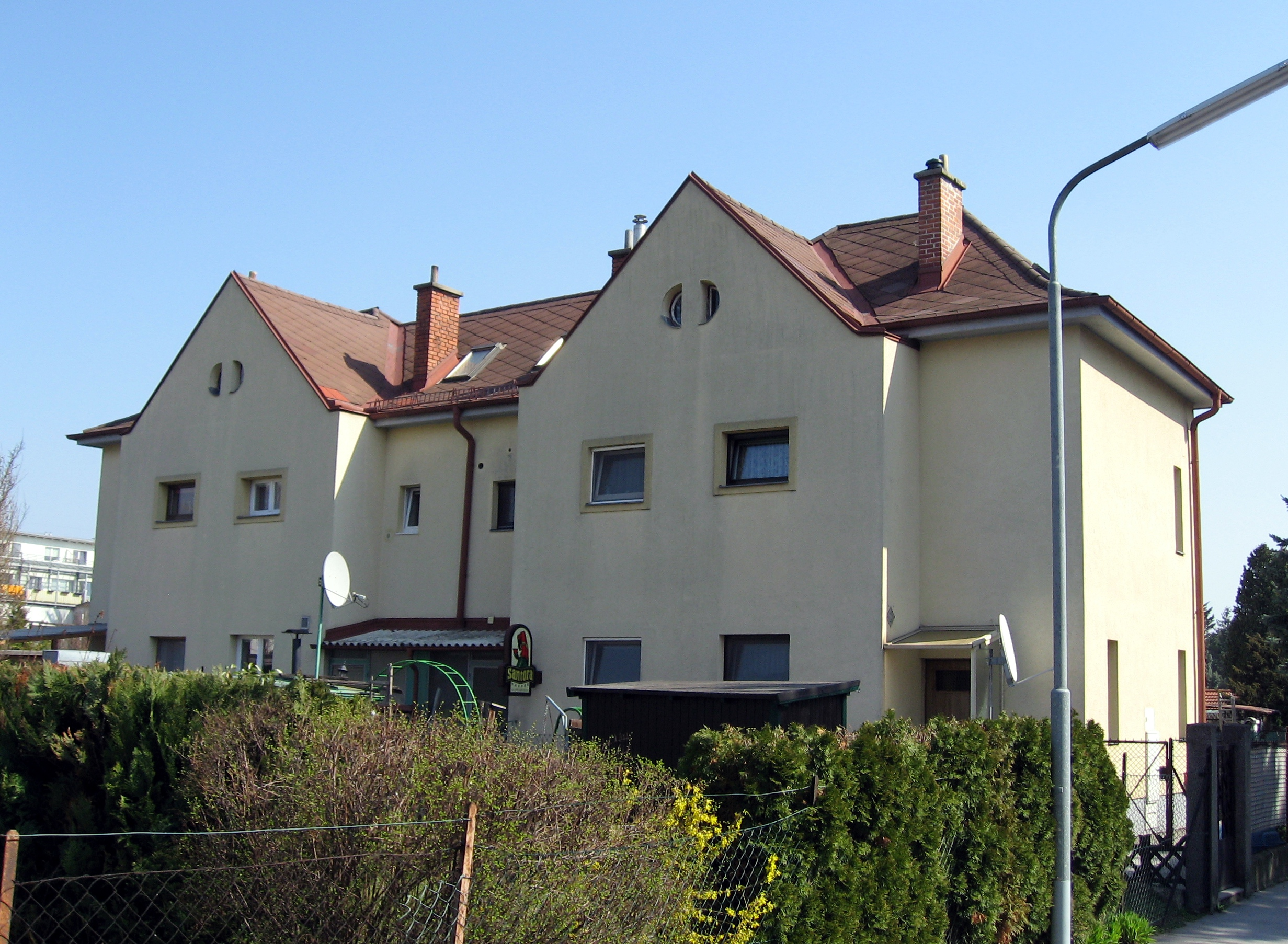
Siedlung Am Müllnermais in der Donaustadt, errichtet in den 1920er Jahren

Während der Siedlerbewegung in Wien in den 1920er Jahren zogen etliche Wiener auf Grund der durch den Ersten Weltkrieg hervorgerufenen Wohnungsnot und den immer knapper werdenden Lebensmitteln in selbst errichtete einfache Behausungen an der Stadtgrenze. Kleine Gärten stellten die Lebensmittelversorgung sicher. Ihr Anliegen war, unabhängig und autark von der Stadt zu leben. Während die ersten Bauten noch illegal errichtet wurden, unterstützte die Stadt das Vorhaben schnell.

## Geschichte
Von den staatlich unterstützten Reform-Initiativen, die in England und Deutschland erfolgreiche Anfänge verzeichneten, war in Wien bis dahin nicht viel angekommen. Otto Neurath gründete 1920 die Österreichischer Verband für Siedlungs- und Kleingartenwesen. Durch die  Not und die Novemberrevolution ermutigt organisierte sich die Bewegung rasch in sogenannte Siedlergenossenschaften. Waren die Bauten erst noch illegal, lenkte die Stadt nach drei Massendemonstrationen ein und gründete 1921 die Gemeinwirtschaftliche Siedlungs- und Baustoffanstalt (Gesiba). Diese lieferte die Baustoffe, die Bauarbeiten selbst wurden von den Siedlern ausgeführt. Es entstanden bis Ende 1925 ca. 3000 Siedlerhäuser.
Adolf Loos schrieb Die Siedlerbewegung die alle Bewohner dieser Stadt befallen hat und stellte seine Fähigkeiten als Architekt dem  städtischen Siedlungsamt unter Max Ermers (1881–1950) zur Verfügung, andere von Ermers hinzugezogene Architekten waren Josef Frank und die Berufsanfängerin Margarete Lihotzky.
Klaus Novy teilte 1981 die Bewegung in seinem Aufsatz Selbsthilfe als Reformbewegung in 4 Phasen ein:
- Phase I: Notprojekt von unten – die wilde Siedlerei 1919/1920
- Phase II: Entwicklung eines Großsystems organisierter Selbsthilfe 1921–1922/23
- Phase III: Die kommunale Aneignung der Siedleridee: Die Stillstellung der Bewegung durch Gemeindesiedlungen 1924–1929
- Phase IV: Notprojekt von oben: Stadtrandsiedlung als Erwerbslosensiedlung 1930 ff

Ab 1923 widmete sich die Gemeinde Wien verstärkt mehr der Errichtung von Gemeindebauten und die Siedlerbewegung geriet etwas in den Hintergrund. Es wurden aber auch in weiterer Folge von der Gemeinde Wien einige gartenstadtartige Siedlungen geplant, zumal die den meisten Gemeindebauten der Zeit zugrundeliegende Idee der „Superblocks“ nicht von allen Architekten befürwortet wurde.

## Im Siedlungsbau tätige Architekten
- Wilhelm Baumgarten
- Josef Frank
- Alfons Hetmanek
- Franz Kaym
- Emil Krause
- Karl Krist
- Adolf Loos
- Hugo Mayer
- Wilhelm Peterle
- Franz Schacherl
- Karl Schartelmüller
- Franz Schuster